# N670 (België)
De N670 is een gewestweg in de Belgische provincie Luik. De weg loopt ten noorden van Sankt Vith en verbindt de N675 in het westen via de op- en afritten van de A27 E42 met de N676 in het oosten. De route heeft een lengte van ongeveer 4 kilometer.

## Plaatsen langs de N670
- Hünningen